# Красний Яр (Ковилкінський район)
Красний Яр (рос. Красный Яр, ерз. Красный Яр) — селище у складі Ковилкінського району Мордовії, Росія. Входить до складу Кочелаєвського сільського поселення.
Населення — 2 особи (2010; 16 у 2002).
Національний склад станом на 2002 рік:
- росіяни — 94 %